# Подлєсний Микола Юрійович
Микола Юрійович Подлєсний (нар. 24 лютого 1973, Хабаровський край, РРФСР) — радянський та український футболіст, виступав на позиції захисника та півзахисника. У вищій лізі України провів 9 матчів.

## Життєпис
Народився в Хабаровському краю. Вихованець ворошиловградського ШІСП, перший тренер — А. Александров. У 1991 році провів 29 матчів за сєвєродонецький «Хімік», у тому ж сезоні був у складі «Зорі», однак на поле не виходив. У 1992 році знову виступав за «Хімік», взяв участь у 19 поєдинках, після чого поповнив склад луганського «Динамо», за яке потім грав до 1995 року, провівши за цей час 105 матчів і забив 1 м'zx e першості, і ще зіграв 4 зустрічі і забив 1 м'яч у розіграшах Кубка України.
З 1995 по 1997 рік захищав кольори маріупольського «Металурга», в складі якого став у сезоні 1996/97 років бронзовим призером Першої ліги і потім дебютував у Вищій лізі України, де провів 9 матчів. Всього за клуб з Маріуполя зіграв 83 зустрічі і забив 8 м'ячів у чемпіонаті та першості, і ще 3 поєдинки провів у Кубку. У сезоні 1998 року виступав за «Кубань», зіграв 17 матчів. Потім взяв участь у 6 поєдинках сочинської команди «Жемчужина-2». У 1999 році провів 5 поєдинків у складі клубу «Черкаси».
У сезоні 2000/01 років зіграв 6 матчів за тбіліський клуб «Мерані-91» у Вищій лізі Грузії. З травня 2001 по 2003 рік виступав за луганський «Шахтар», в складі якого провів 17 зустрічей в турнірі ААФУ. ОКрім цього, 21 жовтня 2001 роки зіграв 1 матч на аматорському рівні за костянтинівський «Моноліт». У 2004 році провів 13 зустрічей за «Авангард» з міста Ровеньки, після чого поповнив ряди «Молнії», в складі якої провів сезон 2004/05 років, зігравши 20 матчів.

## Досягнення
- Перша ліга чемпіонату України
  -  Чемпіон (1): 1996/97 (вихід у Вищу лігу)
- Аматорський чемпіонат України
  -  Чемпіон (1): 2001